# Учредительное собрание (1789—1791)

Жак-Луи Давид. «Клятва в зале для игры в мяч» (1791)

Учредительное собрание 1789 года (фр. Assemblée constituante de 1789) или Национальное учредительное собрание, также Национальная конституционная ассамблея (фр. Assemblée nationale constituante) — первое учредительное собрание представителей французского народа, организованное депутатами французских генеральных штатов 17 июня 1789 года в начале Великой революции.

## Учреждение
Генеральные штаты 1789 года, которые были созваны 5 мая, зашли в тупик в своих обсуждениях на следующий день. Представители третьего сословия пытались создать орган, представляющий граждан Франции. Они с 11 мая собирались отдельно от первых двух классов, образовав так называемые «коммуны». 12 июня коммуны предложили другим сословиям присоединиться к ним. Большая часть первого сословия так и сделала, но почти всё дворянство отказалось. 17 июня созданные коммуны объявили себя Национальным собранием в результате итогов голосования: за — 490, против — 90. Второе сословие вступило в новое собрание за два следующих дня.
После попыток Людовика XVI и первого сословия не позволить представителям народа устраивать заседания нового собрания, слушания пришлось перенести 20 июня в королевский зал для игры в мяч. Собравшись, они принесли знаменитую «клятву в зале для игры в мяч», пообещав не прекращать работать, пока Франция не получит конституцию. После неудачных попыток разогнать ассамблею силой Людовик XVI был вынужден 27 июня признать её законной. Парламент изменил своё название на Национальное учредительное собрание и стал функционировать как законодательный орган. Тем не менее во многих источниках для законодательного органа этого периода используется его изначальное название — «Национальное собрание».

## Состав и порядок проведения собрания
Руководителем Национального собрания был избиравшийся обыкновенно на 15 дней председатель. Список председателей заключает в себе почти все наиболее видные имена Национального собрания. Председатель, секретари (числом 6, на один месяц) и члены разных комитетов избирались в ежемесячно возобновлявшихся бюро (числом 30), на которые делилось собрание. На предварительное рассмотрение бюро вносились некоторые проекты. Главнейшие комитеты: конституционный, финансовый, церковный, дипломатический, редакционный, судебный, военный, феодальный, розыскной (С. des recherches, обязанностью которого было раскрывать «оскорбления нации»).
Право вносить предложения принадлежало всем депутатам, но предложение поступало на обсуждение собрания лишь в том случае, если к нему примыкало ещё по крайней мере двое.
Заседания были публичны; публика обыкновенно не ограничивалась ролью зрителей, а вмешивалась в ход прений, аплодировала или шикала. Несколько раз жизни депутатов, особенно ненавистных толпе, грозила серьёзная опасность. Партии не были точно разграничены одна от другой.
Главных партий было три.
- Партия аристократов (высшее духовенство, часть знати и бывших членов парламентов) желала (в разной степени) сохранения порядка и не была разборчива в выборе средств противодействия большинству. Главные члены этой партии: д’Эпремениль, виконт Мирабо (брат великого оратора), аббат Мори, Казалес.
- Среднюю партию (первоначальный центр) образовали монархисты, преданные идее королевской власти, но желавшие, в то же время, реформ и конституции, с разделением властей и с представительством из двух палат (Малуэ, Мунье, Лалли-Толандаль, Бергасс, Клермон-Тоннер и др.). Они учредили клуб «беспристрастных» или «монархический», закрытый в начале 1791 года. Многие из них оставили Национальное собрание после 5-6 октября и после того, как собрание остановилось на системе одной палаты.
- Третья наиболее влиятельная партия — левая, которую возглавлял «триумвират», состоявший из Барнава, Дюпора и А.Ламета. Более умеренные её члены (Тарже, Шапелье, Сийес, Рабо-Сент-Этьен, Лафайет, Байи и др.) заняли место первоначального центра, когда тот распался.

Мирабо трудно причислить к той или другой партии, так как у него был свой собственный план действий. Чтобы воспрепятствовать образованию проектированного Мирабо министерства, Национальное собрание приняло постановление, которым запрещало своим членам становиться министрами. Политику Мирабо хотели, после его смерти, продолжать Барнав и Ламеты, отделившиеся от более крайних «бешеных», к которым принадлежали Бюзо, Петион, Робеспьер, Редерер и др. Среди последних уже в это время стали ясно намечаться республиканские стремления.
Законодательная деятельность Национального собрания чрезвычайно обширна: оно заново перестроило всю Францию. В своей законодательной деятельности Национальное собрание исходило, во-первых, из признанных тогда начал господствующей рационалистической философии, главным образом из политических теорий Монтескьё, Руссо и Мабли. Далее, оно принимало во внимание требования жизни, давно доказавшей полную несостоятельность большей части учреждений и порядков старой Франции. Сильное влияние оказывали на деятельность собрания и текущие события. Так, например, крайняя слабость исполнительной власти, какой создала её конституция 1791 года, объясняется не только влиянием теории, требовавшей обособления властей и их независимости друг от друга, но и тем недоверием, с каким приверженцы реформ относились к Людовику XVI, часто находившемуся под влиянием придворно-реакционной партии.
При таком положении дел, Национальное собрание не хотело дать Людовику XVI сильную власть, опасаясь, что она сделается в его руках или в руках его советников орудием реакции. Этим объясняется, в значительной степени, и неудача планов Мирабо. Наконец, в декретах Национального собрания можно проследить также влияние интересов того общественного класса, из среды которого вышло большинство деятелей 1789 года, то есть буржуазии.
Национальному собранию часто ставят в упрёк его презрение к опыту прошлого, его радикализм, его преклонение перед отвлечёнными началами, из которых оно дедуктивным путём старалось добыть частные приложения. Этот укор в значительной степени ослабляется тем, что в старом порядке слишком немногое заслуживало сохранения. Обвинения Национального собрания в непрактичности, в недостатке политического ума также значительно ослабляются, если принять во внимание прошлое Франции, те крайности централизации и правительственной опеки, которые представляли плохую почву для развития в обществе практического знакомства с государственными и общественными делами.
Конституция 1791 года провозглашает суверенитет нации, признаёт, что всякая власть исходит от народа, что закон есть выражение общей воли. Она проводит строгое разделение властей законодательной, исполнительной и судебной. Законодательная власть делегируется народом одной палате (Национальному законодательному собранию), члены которого избираются изо всех активных граждан путём двухстепенных выборов. Король имеет право налагать veto на решения законодательного собрания, но его veto лишь отсрочивающее, а не абсолютное (см. Veto). Королевской санкции не требуется для постановлений, касающихся внутреннего распорядка в среде собрания, выборов, ответственности министров, возбуждения собранием обвинений, а также для декретов об установлении, продлении и взимании налогов. Глава исполнительной власти — лично неприкосновенный король; министры назначаются и сменяются им и ответственны, но ответственность их лишь судебная, а не политическая, так как они не могут быть выбираемы из среды палаты. Палата может привлечь их к суду Haute cour nationale, если они совершают преступления, нарушают конституцию или личные и имущественные права частных лиц; но она не может заставить короля сменить министров, если ей не нравится направление их политики. Областное управление было приведено в согласие с новым делением Франции на департаменты, дистрикты, кантоны и общины. Функции управления, как общегосударственного, так и специально-местного, были одинаково переданы новым административным учреждениям, которые все были выборными, коллегиальными и почти независимыми от высших, так как последние не назначали и не сменяли их. Высшая администрация (и даже сам король) могла лишь временно устранить от дел подчинённых ей лиц, но окончательное решение принадлежало законодательному собранию. Выборы были в низших территориальных единицах прямые (в них могли принимать участие все активные граждане), в высших — двухстепенные, причём избирательный ценз повышался. На всех ступенях власть была разделена между советами и исполнительными бюро, и лишь в очень маленьких общинах вся исполнительная власть была в руках одного мэра. Вся действительная власть переходила в руки низших административных учреждений (мэров, коммунальных советов и бюро). Между королём и его министрами — с одной стороны, местными властями — с другой, не было прямой связи: король не имел на местах никаких агентов. Таким образом, вместо крайней централизации старого порядка Национальное собрание создало крайнюю децентрализацию и слабость власти. Высшее заведование армией было поручено королю, но и здесь его власть была значительно ограничена (так, он мог назначать в армии лишь определённую часть личного состава). Как бы в противовес зависящей от короля армии, была учреждена национальная гвардия, в которую должны были входить все активные граждане (кто не был внесён в её списки, не пользовался правами активного гражданина).
Все должности в Национальной гвардии замещались на срок, по выбору подчинённых. Право обращаться при волнениях к вооружённой силе было предоставлено муниципальным властям. Гражданское устройство духовенства обратило духовных в избираемых народом должностных лиц, получавших определённое жалованье от государства. Судебная власть была передана в руки избираемых народом судей: в кантонах учреждены мировые судьи, с заседателями, в дистриктах — гражданские трибуналы, в департаментах — уголовные. Судебная организация завершена единым кассационным судом и Haute cour nationale, составленной из членов кассационного суда и выбираемых особым порядком присяжных. Haute cour nationale собирается для суда над министрами и главными агентами исполнительной власти, а также для суда по преступлениям, грозящим общей безопасности государства, когда декрет об обвинении исходит от законодательного корпуса. Гораздо жизненнее, чем это судоустройство, оказались новые порядки судопроизводства, созданные Национальным собранием главным образом по английским и американским образцам и послужившие, в свою очередь, образцами для целого ряда стран.
Главными деятелями судебной реформы в Национальном собрании были Бергасс, Турэ, Дюпор, Троншэ. Национальное собрание уничтожило продажность должностей, перенос дел из одних судов в другие или в руки исполнителей власти («эвокации»), судебные функции административных учреждений, так сильно запутывавшие, при старом порядке, правильное отправление правосудия. Оно провозгласило бесплатность юстиции, гласное и устное судопроизводство, состязательность процесса, ввело, по уголовным делам, присяжных (для суждения о факте преступления; квалифицирование же его и определение наказания было предоставлено судьям), установило равенство наказаний, обещало пересмотреть гражданские законы и составить общий их свод, а также реформировать уголовный кодекс, так, «чтобы наказания были приведены в соответствие с преступлениями, наблюдая при этом, чтобы они были умеренны, и не теряя из виду, что закон может устанавливать лишь наказания строго необходимые» (декрет 16-24 августа 1790 года). Новый уголовный кодекс был утверждён 25 сентября 1791 года.
Законодательство Национального собрания ввело в жизнь два принципа, совершенно чуждые старому порядку: начало индивидуальной свободы и начало равенства. Эти принципы совершенно изменили положение личности, её гражданские и политические права. Национальное собрание уничтожило отдельные сословия, на которые делилось французское общество, и соединило всех в одном классе «граждан» (citoyen), причём приобретение французского гражданства было значительно облегчено. Оно отменило дворянские титулы, гербы, исключительное право привилегированных лиц на занятие известных должностей и т. п. Пали все прежние стеснения личной свободы, все остатки личной зависимости, уничтоженной без всякого вознаграждения. Всякий, вступавший на французскую почву, тем самым становился свободным (декрет 28 сентября 1791 года). Всякие ограничения прав протестантов и евреев были уничтожены. Национальное собрание объявило, что впредь все будут равны перед налогом и перед судом, что все граждане будут допускаемы ко всем местам и должностям, без других различий, кроме проистекающих из доблестей и талантов.
Здесь, однако, была допущена непоследовательность, под влиянием буржуазии: политические права (избрание коммунальных властей и выборщиков второй степени и др.) получили лишь активные граждане, то есть французы, достигшие 25 лет, имеющие оседлость, платящие прямой налог, равный по крайней мере сумме трёхдневного заработка, и не находящиеся в личном услужении. Избиратели второй степени, избиравшие депутатов в палату и одни только имевшие право на занятие всех должностей по дистриктовому и департаментскому управлению, должны были удовлетворять ещё более строгим требованиям имущественного ценза.
Эти ограничения дали оружие крайним демократическим партиям, требовавшим всеобщего избирательного права. Принцип индивидуальной свободы нашёл выражение в статьях, допускавших личное задержание лишь в определённых законом случаях и при соблюдении известных форм.
Свободе передвижения Национальное собрание осталось верно, когда (в сентябре 1791 года) уничтожило все постановления против эмигрантов.
Далее, Национальное собрание признало свободу слова и печати (что привело к уничтожению цензуры), свободу совести, свободу петиций и собраний (при условии сходиться невооружёнными и подчиняться полицейским правилам). Воспоминание о сильных корпорациях старого порядка заставило Н. собрание отступить, в этом отношении, от принципа личной свободы: декрет 17 июня 1791 года запретил составлять ассоциации лиц ради их «вымышленных общих интересов». Уничтожены были всякие стеснения личной предприимчивости, всякие ограничения свободы труда, монопольные торговые компании.
Национальное собрание признало брак гражданской сделкой, но почти не изменило личных отношений между супругами, почти не коснулось власти отца, мужа, опекуна. Принцип равенства заставил его уничтожить в праве наследования всякие преимущества пола и старшинства рождения.
Законодательство Национального собрания, касающееся собственности, составляет также развитие индивидуалистического начала: оно освобождало её от всяких стеснений и ограничений, которыми были так богаты старые феодальные порядки. Особая феодальная собственность, лены и цензивы совершенно исчезли, после того как одни феодальные и сеньориальные права были уничтожены без вознаграждения (именно те, которые Национальное собрание выводило из личной зависимости, например исключительное право охоты и голубятен, барщина), другие объявлены подлежащими выкупу (те, которые выводились Национальным собранием из уступки помещикам земли и из свободного соглашения, например право на ценз, lods et ventes и др.), отменены были особенности в наследовании ленов, право феодального выкупа, вотчинная юстиция и связанные с нею права. Вся недвижимая собственность стала свободной аллодиальной собственностью («le franc alleu g éné ral»).
Но Национальное собрание сделало и серьёзные промахи в поземельном законодательстве: объявляя крестьянские участки подлежащими выкупу, оно создало стеснительные условия выкупа и не позаботилось об организации выкупной операции, о снабжении крестьян необходимыми для выкупа средствами; наконец, оно уничтожило выгодные для крестьян вечные аренды. Продажа так называемых национальных имуществ произвела громадное перемещение поземельной собственности. Церковные земли были объявлены собственностью нации 2 ноября 1789 года, а 4 декабря Талейран предложил воспользоваться ими для уплаты громадного государственного долга.
Финансовые затруднения (с лета 1789 года поступление налогов почти прекратилось), теория, не допускавшая в государстве никаких корпораций и объявлявшая их собственность достоянием государства, вынудили Национальное собрание прибегнуть к этой мере. Для осуществления её была применена система ассигнатов (декрет 19 декабря 1789 года), которых Национальным собранием было выпущено на 1800 млн. (курс их, при прекращении Национальным собранием своей деятельности, был 82 за 100).
Вопрос о том, насколько передвижение собственности пошло на пользу крестьян, насколько оно содействовало созданию во Франции класса мелких свободных земельных собственников, до сих пор нельзя считать окончательно решённым (например, взгляды на этот вопрос М. Ковалевского и профессора Лучицкого диаметрально противоположны). Национальное собрание совершенно преобразовало систему налогов и государственного кредита, причём теории физиократов проведены были им далеко не полно и не последовательно. Оно уничтожило податные привилегии двух первых сословий и признало всех без изъятия подлежащими налогам, сообразно с состоятельностью каждого. Старые налоги были уничтожены и заменены прямым налогом, падавшим на чистый доход от земель и недвижимого имущества, патентным сбором, падавшим на промышленность, и налогами, падавшими на капитал (таможенными пошлинами, носившими покровительственный и отчасти даже запретительный характер, сборами гербовым, ипотечным и так называемыми droits d’enregistrement). Далее, Национальное собрание привело в известность государственный долг, завещанный ему старым порядком, и приступило к его погашению, для чего было создано особое учреждение. Все отрасли управления должны были впредь строго держаться вотированной палатой сметы. Определён был и цивильный лист короля.

## Самороспуск
Учредительное собрание самораспустилось на заседании 30 сентября 1791 года. На следующий день в силу вступила Конституция Франции 1791 года, на основе которой стало действовать Законодательное собрание.

## Состав
После взятия Бастилии 14 июля 1789 года Национальная конституционная ассамблея фактически приняла на себя управление Францией. В неё входили следующие лица:
1. Консерваторы-противники революции, позже ставшие известными как «правые»:
- Жак Антуан Мари Казалес — открыто выступал в защиту аристократии.
- аббат Жан Сифрен Мори — представитель церкви.

2. «Роялисты-демократы» (позже известные как «конституционалисты» или «монархикалисты») в союзе с Жаком Неккером, склонные к организации устройства Франции на основе британской конституционной модели (Палата лордов и Палата общин):
- Пьер-Виктор Малуэ.
- маркиз Трофим Жерар де Лалли-Толлендаль.
- граф Станислас де Клермон-Тоннер.
- Жан Жозеф Мунье.

3. «Национальная партия», в это время всё ещё относительно единая в поддержке революции и демократизации, представляющая в основном интересы среднего класса, но симпатизировавшая более широкому кругу простых людей. В ранний период её наиболее заметными лидерами были граф Мирабо, маркиз де Лафайет и Жан Сильвен Байи.
Лидерами левого крыла «национальной партии» были Антуан Барнав, Александр Ламет и Адриен Дюпор («триумвират»). Со временем их влияние на работу Ассамблеи стало определяющим; такая ситуация сохранялась вплоть до роспуска Национального собрания в 1791 году.
К этому списку следует добавить аббата Сийеса, одного из наиболее авторитетных законодателей, человека, которому на некоторое время удалось преодолеть разногласия между сторонниками конституционной монархии и демократической республики.